# شاپرکان کیسه‌دار
شاپرکان کیسه‌دار (به لاتین: Mimallonidae)، که برای رفتار جعبه‌سازی لاروی شناخته می‌شود، خانواده‌ای از پروانه‌سانان است که دارای بیش از ۳۰۰ گونه نام‌گذاری شده در ۴۳ سرده است. این شاپرک‌ها تنها در دنیای جدید یافت می‌شوند و بیشتر گونه‌ها در نوگرمسیری یافت می‌شوند. شاپرک‌های بالغ از نظر ظاهری شبیه به آنهایی هستند که به برخی دیگر از خانواده‌های Macroheterocera ابریشمی‌واران و بال‌برگشته‌واران تعلق دارند، و بنابراین گونه‌های مختلف به عنوان وابسته به یکی از این یا دیگر بالاخانواده‌ها تلقی شده‌اند.

## پراکندگی
شاپرک‌های کیسه‌دار به جهان جدید محدود می‌شوند و در آمریکای شمالی، آمریکای مرکزی، آمریکای جنوبی و دریای کارائیب (به ویژه کوبا و باهاما) پراکنده می‌شوند. اکثر قریب به اتفاق سرده‌ها و گونه‌ها در مناطق گرمسیری جهان جدید یافت می‌شوند و تنها پنج گونه از ایالات متحده توصیف شده‌اند.